# Луцій Аппулей Сатурнін
Луцій Аппулей Сатурнін (лат. Lucius Appuleius Saturninus, розум. 100 до н. е.) — Римський політичний діяч, народний трибун.
У 104 році до н. е. Апулей Сатурнін був квестором, і по жеребу йому дісталася робота в Остії зі спостереження за прийомом і транспортуванням призначеної для громадських хлібних комор Риму пшениці. Зважаючи на подорожчання хліба сенат відняв у Сатурніна цю посаду і надав її Марку Емілію Скавра, щоб любов народу, який задовольняться дешевим хлібом, перейшло на представника нобілітету. Унаслідок цього Сатурнін відкрито став на бік народної партії і почав здійснення програми, спрямованої до повалення сенату. Домігшись трибуната на 103 р., він у союзі з Марієм провів закон про призначення ветеранам останнього по 100 югерів землі в Африці та домігся обрання Марія в консули 102 року (це було 4-те консульство Марія). Коли з'явилися в Рим посли царя Мітрідата, щоб за допомогою золота налаштувати сенаторів на користь царя, який в цей час порався в Малій Азії, Сатурнін всенародно викрив ганебну угоду, але був притягнутий до суду за образу священного права послів і насилу уникнув осуду.
Того ж року Сатурнін виступив проти обрання Метелла Нумідійського в цензори, вигнав останнього з його власного будинку і відтіснив на Капітолій, де тримав його в облозі з допомогою збройного натовпу. Однак Метелл домігся цензури і в 102 році до н. е. наклав свою nota (осуд) на Сатурніна, маючи на увазі виключити його з числа сенаторів. Інтерцесії колеги Метелла завадила останньому привести у виконання цей задум. У той час гаслом народної партії було відновлення Гракхових законів, автори яких ще не померли в спогадах народу. Скориставшись настроєм маси, Сатурнін переконав вільновідпущеника Луція Еквіція видати себе за сина Тіберія Гракха.  Сенат і Корнелія, мати Гракхів, з обуренням відкинули самозванця, тим не менш, Еквіцій під захистом Сатурніна грав деякий час свою роль і в 100 р. до н. е. навіть був обраний у народні трибуни. Після перемоги Марія над кімврами зв'язки останнього з ватажками народної партії закріпилися; утворився справжній політичний союз, на чолі якого стояли Сатурнін і Главція, підтримувані легіонами Марія.
Після виборів 101 року, які супроводжувалися надзвичайними заворушеннями і не обійшлися без кровопролиття, Марій був обраний у консули 100 року (6-те консульство), Главція — у претори, Сатурнін — у народні трибуни (2-й трибунат), причому колегою Марія замість енергійного Метелла виявився Луцій Валерій Флакк. Законодавча діяльність дісталася на частку Сатурніна, який насамперед провів закон про асигнування ветеранам Марія земельних наділів з ager publicus, що відійшов до римлян від кімврів (в Галлії), і про заснування нових колоній в Сицилії, Ахайї і Македонії, причому італіки були б зрівняні, хоча і в скромних розмірах, з римськими громадянами. У законі було обумовлено, що кожен сенатор повинен протягом 5 днів з дня оприлюднення закону присягнути на покору йому, у випадку ж відмови бути викресленим з сенаторського списку і сплатити штраф у 20 талантів.
Далі Сатурнін провів lex frumentaria (закон про здешевленої роздачі хліба), незважаючи на опір квестора Цепіона, який з озброєним натовпом проник у середину коміцій, зруйнував містки і перемішав таблички з поданими голосами, і попри здійняту серед голосування грозу, що вважалося несприятливим для коміцій знаменням: збройні ветерани Марія зробили свою справу, і закон був проведений. Незважаючи на явну беззаконність дій Сатурніна, сенат був спантеличений, але Марій злякався, що завів справу так далеко. Як консул він поклявся, що буде коритися цьому закону, оскільки останній є закон.
Сенат, знайшовши застереження консула сприятливим для себе, з радістю повторив сказану Марієм формулу присяги, за винятком одного Метелла, який з гордості відкрито відмовився від проголошення клятви (внаслідок чого змушений був піти у вигнання). Бачачи нерішучість Марія, Сатурнін, щоб забезпечити успіх своїм починанням, вирішив вимагати собі третій трибунат на 99 рік і добитися обрання Главції в консули. Йому вдалося домогтися трибуната для себе і Еквіція, але на консульських виборах Главція зустрів суперника в особі демагога Л. Меммій, який під час голосування на Марсовому полі був убитий прихильниками Сатурніна. Тоді сенат у засіданні 10 грудня запропонував консулам вжити заходів до порятунку держави, а озброєний натовп оптиматів виступив на форумі проти заколотників. Після битви, в якій прихильники Сатурніна були розбиті, Сатурнін втік на Капітолій і там замкнувся. Йому відрізали воду, він був змушений здатися і приведений до сенату. Поки в сенаті вирішувалася його доля, найбільш нетерплячі з оптиматів влізли на покрівлю будинку, зняли черепицю, розібрали дах, та й черепицями закидали на смерть Сатурніна з його прихильниками. Голову Сатурніна один сенатор на ім'я Рабірій з тріумфом носив по домівках, показуючи її на бенкетах, що згодом дало привід звинуватити його у вбивстві Сатурніна. Будинок Сатурніна був розорений, його прихильники жорстоко покарані.
Цицерон визнавав Сатурніна чудовим оратором, висуваючи, втім, на перше місце не дар слова і багатство його промов, а вміння тримати себе і користуватися зовнішніми ефектами.